# 浦戸郵便局
浦戸郵便局（うらとゆうびんきょく）は宮城県塩竈市浦戸石浜にある郵便局。民営化前の分類では集配特定郵便局であった。

## 概要
住所：〒985-0199 宮城県塩竈市浦戸石浜字河岸39-1
浦戸諸島の1つ、桂島にある。

## 沿革
- 1884年（明治17年）7月1日 - 石浜（いしはま）郵便局（五等）として開設[1]。
- 1885年（明治18年） - 貯金取扱を開始。
- 1899年（明治32年）11月1日 - 為替取扱を開始。
- 1966年（昭和41年）4月1日 - 浦戸郵便局に改称[2]。
- 1976年（昭和51年）3月10日 - 電話交換業務を塩釜電報電話局に移管。
- 1984年（昭和59年）10月1日 - 和文電報配達業務を塩釜電報電話局に移管。
- 2007年（平成19年）3月5日 - 仙台東郵便局を統括センターとする配達センター化。
- 2007年（平成19年）10月1日 - 民営化に伴い、併設された郵便事業仙台東支店浦戸集配センターに一部業務を移管。
- 2012年（平成24年）10月1日 - 日本郵便株式会社の発足に伴い、郵便事業仙台東支店浦戸集配センターを浦戸郵便局に統合。

## 取扱内容
- 郵便、印紙、ゆうパック、内容証明
- 貯金、為替、振替、振込、国債
- 生命保険、バイク自賠責保険
- ゆうちょ銀行ATM
- 塩竈市のうち、浦戸諸島（〒985-01xx）の集配業務

## 周辺
- 浦戸諸島
- 雨降石

## アクセス
- 塩竈市営汽船 桂島港より徒歩
- 駐車場あり：3台